# Маракалагонис
Маракалагонис (итал. Maracalagonis) — коммуна в Италии, располагается в регионе Сардиния, подчиняется административному центру Кальяри.
Население составляет 6961 человек (на 2004 г.), плотность населения составляет 66,25 чел./км². Занимает площадь 101,6 км². Почтовый индекс — 9040. Телефонный код — 070.
Покровителем коммуны почитается святой Стефан Калагонийский. Празднование 5 июля.